# Zaštita prirode u Trećem Reichu
Zaštita prirode u Trećem Reichu odnosi se na politiku zaštite okoliša u nacističkoj Njemačkoj koja se provodila od 1933. do 1945. godine.
Početak datira 1933. godine koordinacijom organizacija za zaštitu okoliša, kao i zakonima donesenim 1933. i 1935. godine. (njem. Reichsnaturschutzgesetz, RNG).  Godine 1936. ta su područja stavljena pod nadzor ministarstva za šumarstvo Reicha na čelu s Hermannom Göringom.